# Richard Theiner
Richard Theiner (Malles Venosta, 17 maggio 1958) è un politico italiano sudtirolese di madrelingua tedesca, Obmann della Südtiroler Volkspartei dal 2009 al 2014.

## Carriera politica
Laureato in giurisprudenza all'Università di Bologna, Theiner iniziò la sua carriera politica, svolta interamente nelle file della SVP, nel comune di Laces, di cui fu vicesindaco dal 1995 al 1998.
Alle elezioni regionali 1998 fu per la prima volta eletto in Consiglio regionale del Trentino-Alto Adige e conseguentemente in quello provinciale altoatesino. Nella sua prima legislatura fu nominato assessore regionale, e nell'ultima parte della legislatura fu anche vicepresidente della giunta.
Fu rieletto alle successive elezioni del 2003, dopo le quali entrò per la prima volta nella giunta provinciale di Bolzano, come assessore alla sanità e alle politiche sociali.
Rieletto anche nel elezioni del 2008, fu confermato in giunta provinciale come assessore alla famiglia, alla sanità e alle politiche sociali.

### Nel partito
Theiner fa parte della corrente socialdemocratica della SVP, gli Arbeitnehmer.
Nel febbraio del 2009, in vista del congresso di aprile, annunciò di volersi candidare alla guida del partito in ticket con Thomas Widmann. La successiva rinuncia dell'Obmann uscente Elmar Pichler Rolle a pochi giorni dal congresso, lo lasciò unico candidato alla carica: l'elezione avvenne formalmente il 18 aprile.
Candidatosi alle primarie indette dal suo partito per scegliere il nuovo candidato alla presidenza della provincia autonoma di Bolzano (sfidanti il sindaco di Fiè allo Sciliar Arno Kompatscher e l'ex Obmann dell'SVP Elmar Pichler Rolle), Theiner ha poi ritirato la sua candidatura poche settimane prima del voto (fissato per il 21 aprile 2013), giustificando la sua scelta con l'eccessivo inasprimento dei toni nel confronto politico e il suo conseguente rifiuto di prestarcisi. Ha tuttavia mantenuto la candidatura a consigliere provinciale al secondo posto nella lista SVP.
Al congresso SVP del 2014 rinuncia a correre per un secondo mandato da Obmann: alla presidenza del partito gli succede Philipp Achammer.